# Soryu (schip, 1937)

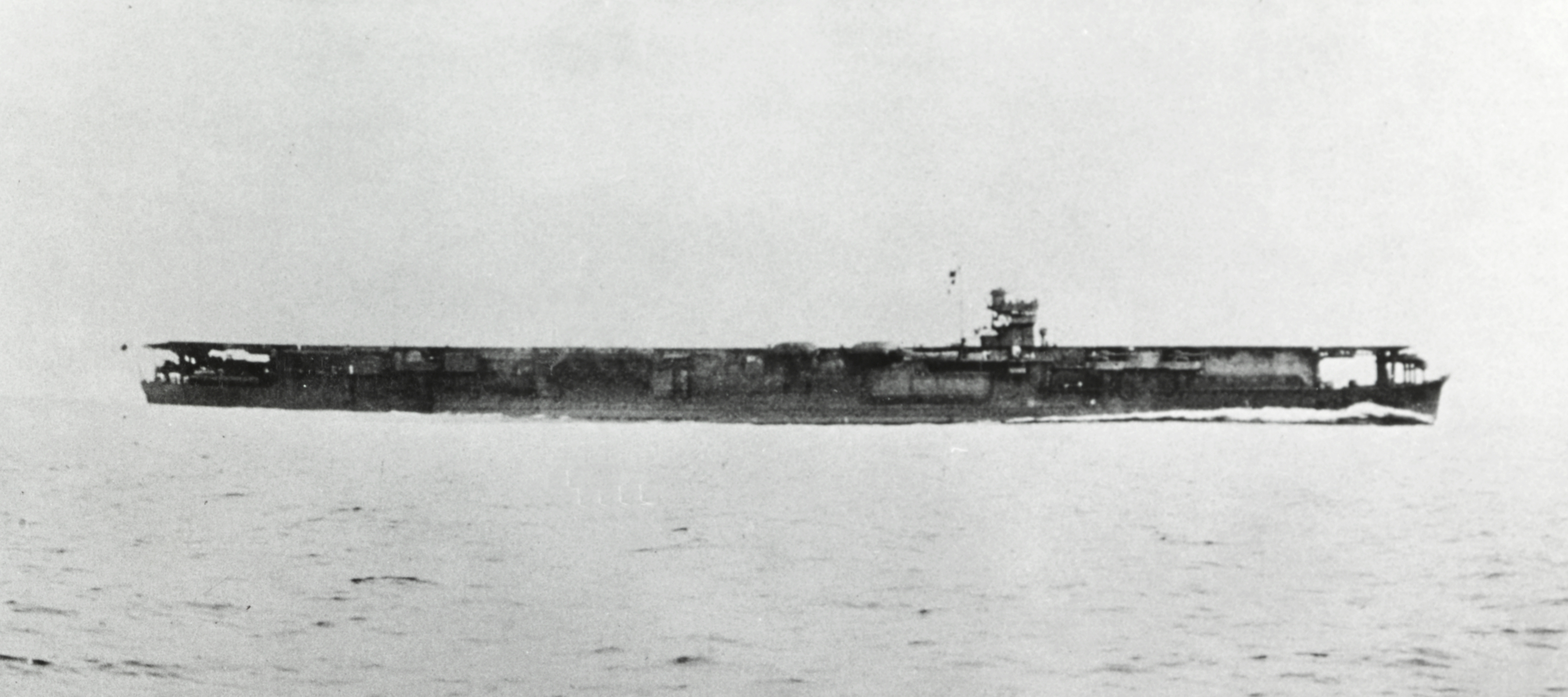
Sōryū

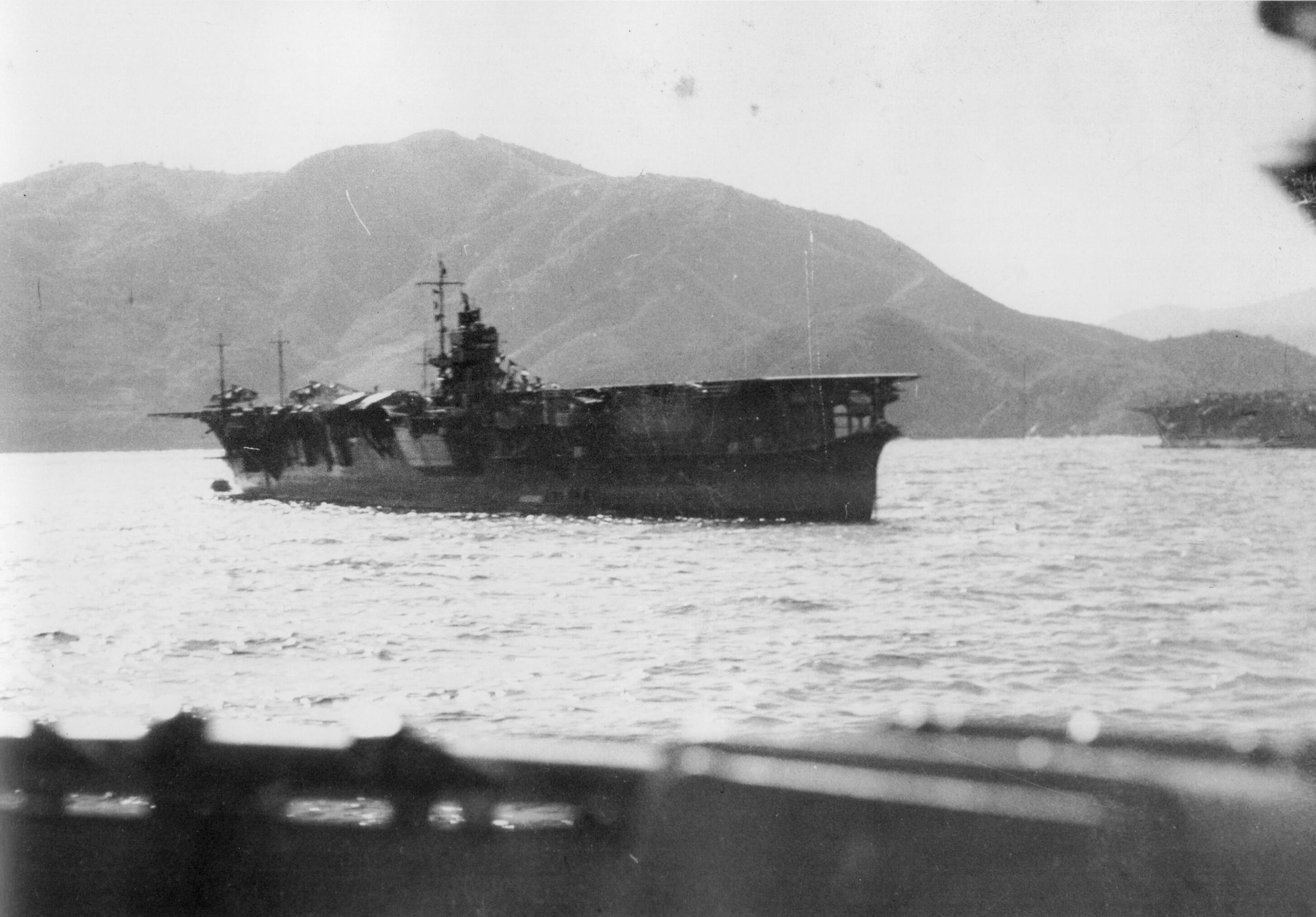
Sōryū

De Soryu (Japans: 蒼龍, Sōryū, ("blauwe (of groene) draak") was een vliegdekschip van de Japanse Keizerlijke Marine, tijdens de Tweede Wereldoorlog, en voornamelijk in de Pacifische Oorlog. Ze nam deel aan de aanval op Pearl Harbor op 7 december 1941 en werd later tot zinken gebracht op 4 juni 1942 tijdens de Slag bij Midway.

## Geschiedenis
De "Soryu" werd op de marinewerf te Kaigun Kosho, Kure, Japan gebouwd, waarna ze van stapel liep op 21 december 1935. Op 29 december 1937 werd zij opgedragen aan de vloot. In tegenstelling tot sommige andere eerder gebouwde carriers, welke werden herbouwd op een kruiserconstructie, werd de "Soryu" vanaf het begin ontworpen als een vliegkampschip. Met een snelheid van ongeveer 35 knopen, was ze het snelst varende vliegdekschip van de wereld.

## Tweede Wereldoorlog
Na de deelname op de aanval op Kanton, China in 1938, werd de "Soryu" op 7 december 1941, als ondersteuningsdeelname, de Kido Butai (Striking Force), van zes vliegdekschepen, bij de aanval op Pearl Harbor ingezet. De "Soryu" stond onder bevel van kapitein-ter-zee Ryusaku Yanagimoto. Haar vliegtuigen werden mede gelanceerd, en tegen de Amerikaanse vloot in Oahu, ingezet. Haar toestellen vielen vervolgens de USS Nevada (BB-36), USS Tennessee (BB-43) en de USS West Virginia (BB-48) aan met bommen en de USS Utah (AG-16), USS California (BB-44) en USS Raleigh (CL-7) met torpedo's, alsook op de grond gestationeerde vliegtuigen op Barbers Point. "Soryu"'s tweede aanval was weer gericht tegen de USS California en USS Raleigh. Haar vliegtuigen vernielden eveneens de vliegbasis Kaneohe en de haveninstallaties.
Aansluitend vlogen haar aanvalsvliegtuigen, tussen 21 en 23 december, verscheidene aanvallen uit tegen Wake eiland. In januari 1942 ondersteunde ze vervolgens de landingen op Palau en Ambon. Op 19 februari 1942 werden van hieruit luchtaanvallen op Darwin in Australië doorgevoerd. In maart 1942 was ze bij de Slag in de Javazee aanwezig. Daar vernietigde ze de Amerikaanse olietanker "Pecos".
In de loop van april 1942 nam de "Soryu" aan de aanval in de Indische Oceaan deel, bij o.a. tegen de marinebasis van de Royal Navy op Ceylon op 5 april 1942, waar aanvallen werden uitgevoerd tegen de kruisers HMS Cornwall en HMS Dorsetshire die tot zinken werden gebracht. Op 6 april brachten haar vliegtuigen tevens het Britse vliegdekschip HMS Hermes en haar escorterende Australische torpedojager HMAS Vampire tot zinken.
Na de, van de USS Hornet (CV-8) en begeleidende USS Enterprise (CV-6) opgestegen B-25 Mitchell-bommenwerpers, van de Doolittle Raid op Tokio op 18 april 1942, achtervolgde de "Soryu" de Amerikaanse vliegdekschepen, maar zonder succes.

## Slag bij Midway
Op 28 mei 1942 vertrok de Soryu voor de aanval op Midway uit de Baai van Hiroshima, Japan, samen met drie andere vliegdekschepen, de Akagi, het vlaggenschip van admiraal Chuichi Nagumo, de Kaga, haar zusterschip en de Hiryu. Ze werden ondersteund door een geweldige oorlogs- en invasievloot onder vevel van vlootadmiraal Yamamoto aan boord van de Yamato. Soryu's vliegtuigenbestand was 21 Mitsubishi A6M Zero-jagers, 21 Aichi D3A "Val"-duikbommenwerpers en 21 Nakajima B5N "Kate"-torpedobommenwerpers. 
Op 4 juni 1942 om 04.30 uur lanceerde ze een deel van haar vliegtuigen tegen de Amerikaanse basis Midway.
Om 10.25 uur, terwijl ze haar vliegtuigen opmaakte voor een lancering tot een eerste aanval op de Amerikaanse vliegdekschepen, werd ze aangevallen door dertien Douglas SBD Dauntless-bommenwerpers van de USS Yorktown (CV-5).
De Soryu kreeg drie bomtreffers van 500-kg bommen op haar dekken.
Eén drong door tot het lager gelegen hangaardek, en de andere twee explodeerden in het bovenhangaardek. Aan dek vloog alles in brand en explosies volgden elkaar razendsnel op. Luitenant-commandant-vlieger Clarence McClusky van de USS Enterprise, samen met de vliegers van de USS Hornet, namen voordien de Akagi en de Kaga voor hun rekening. De Akagi, Kaga en de Soryu stonden alle in brand.

## Oorzaak
Tijdens de aanval op Midway hadden de Japanse verkenners de Amerikaanse vliegdekschepen nog niet gevonden. Daarom besloot admiraal Nagumo alle vliegtuigen, op al de vliegdekschepen, opnieuw met bommen te bewapenen. Er werd een haastige wisseling uitgevoerd met het resultaat, dat alle torpedo's en benzinevaten nog op het dek stonden. Daarna had een verkenner tóch de USS Yorktown ontdekt.
Wéér moesten de vliegtuigen herbewapend worden en wéér moesten de bommen verwijderd worden en de torpedo's gehermonteerd. Op de "Soryu" was de situatie zenuwachtig, vooral voor de dekbemanning, die zich in het zweet werkten, om alles op tijd klaar te krijgen. Nagumo beval de "Soryu" een verkenner te sturen, om uit te maken hoeveel vliegdekschepen er waren.
Bij de twee vorige, mislukte aanvallen – waaronder die van John Waldron – waren veel Amerikaanse toestellen en die konden niet allemaal van één vliegdekschip opgestegen zijn. Vliegtuigen vanuit Midway hadden hen ook aangevallen, maar de vliegdekschepen hadden toen geen enkele schade opgelopen.

## Soryu's einde
Omstreeks 10.40 uur stopten de machines en luisterde het schip niet meer naar het roer. Een geweldige ontploffing onderdeks van de "Soryu", deed een groot deel van de bemanning in zee terechtkomen. De torpedobootjagers "Hamakaze" en "Isokaze" pikten overlevenden op.
Kapitein-ter-Zee Ryusaku Yanagimoto gaf bevel om het schip te verlaten. Om 19.13 uur dook de achtersteven van de "Soryu" naar omlaag en de boeg rees uit het water. Om 19.15 uur, met commandant Yanagimoto nog aan boord, was het schip gezonken. Met de ondergang van de "Soryu" gingen 711 manschappen verloren, met een algemene manschappenbestand van 1103 man, inbegrepen kapitein-ter-zee Yanagimoto. 

## Soryu
- Klasse: Soryu-klasse
- Type: Vliegkampschip Keizerlijke Japanse Marine
- Werf: Kaigun Kosho, Kure, Japan
- Gebouwd: 20 november 1934
- Te water gelaten: 23 december 1935
- In dienst gesteld: 29 december 1937
- Verloren: 4 juni 1942 – Tot zinken gebracht door vliegtuigaanval in de Slag bij Midway

### Technische gegevens
- Lengte: 728 voet – 222 m
- Breedte romp: 70 voet – 21,3 m
- Breedte vliegdek: 26 m
- Diepgang: 24 voet – 7,44 m
- Waterverplaatsing: 15.900 ton (standaard) – 19.500 (volgeladen)
- Machines: Geared stoomturbines – 4 schroeven – 2 roeren
- Vermogen: 152.000 pk (113 MW)
- Snelheid: 34,5 knopen (63,9 km/h)
- Manschappen: 1103 man

### Bewapening
- 12 x 5-inch (12,7-cm) L/40 (120-mm DP kanonnen (tweevoudige-doelgeschut)
- 26 x 25-mm luchtafweerkanonnen
- 15 x 13.2-mm snelvuurkanonnen
- Vliegtuigen: 57(+16) – Mitsubishi A6M "Zero" – Aichi D3A "Val" – Nakajima B5N "Kate"